# Adtributio
L'adtributio era un istituto del diritto romano mediante il quale uno o più gruppi di individui venivano "attribuiti" al più vicino municipium romano. L'istituto riguardava solitamente gli abitanti di una zona decentrata e periferica, caratterizzata dall'assenza di un centro urbano autoctono; si trattava di gruppi etnici il cui livello di romanizzazione non era sufficiente a fare di loro dei cittadini romani di diritto pieno, anche se meritevoli di uno status superiore a quello di peregrinus: godevano pertanto di diritti inferiori rispetto ai cittadini della comunità su cui gravitavano e parte delle loro terre diventava di proprietà dell'imperatore, il quale poteva gestirli direttamente oppure affidarli agli stessi abitanti della regione, previo versamento di un'imposta (agri vectigales). L'adtributio è attestato dalla Tabula Clesiana per alcune popolazioni alpine (gli Anauni, i Sinduni e i Tulliassi) dell'odierno Trentino.